# Art Ingels
Art Ingels ist ein US-amerikanischer Rennwagenbauer und als "Vater des Kartsports" bekannt.
Als er 1956 Rennwagenbauer bei Kurtis Kraft war, einer für den Bau von Indy-Rennwagen berühmten Ingenieursfirma, baute er das erste Kart der Geschichte aus Altmetall und einem übriggebliebenen Zweitaktmotor der West Bend Company. Der Zweitaktmotor trieb über eine Fahrradkette das Hinterrad des Karts an. Es wurde in seiner Garage für zwei Autos im Echo Park, Kalifornien, gebaut und auf dem Rose Bowl-Parkplatz getestet. Bald fand das Konzept Nachahmer und auf Parkplätzen wurden erste Rennen ausgetragen und erste Karts verkauft.
Trotz des Erfolgs von Ingels Erfindung lehnte Kurtis Kraft es ab, eine eigene Kart-Abteilung ins Leben zu rufen. Ingels verließ daraufhin die Firma und gründete mit Lou Borelli, der ihn beim Bau des ersten Prototypen unterstützt hatte, die Ingels & Borelli Kart Company. Die Firma baute handgefertigte Karts und konnte 1958 die ersten Exemplare des Modells „Caretta“ verkaufen.